# 香溪河大桥
香溪河大桥，位于中国湖北省宜昌市秭归县，是国务院《三峡后续工作规划》和《湖北省公路水路交通运输发展“十二五”规划》的重点建设项目之一，也是拟建的湖北省骨架公路网中第6纵的第2条支线跨越香溪河的节点工程，为“香溪长江公路大桥项目”的控制性工程之一。大桥起于秭归县郭家坝镇北侧的刘家坝，止于香溪河西岸的归州镇向家店，接入  255省道，桥长1.058公里。于2015年8月28日正式开工，建设工期4年，于2019年9月27日建成通车。

## 设计
香溪河大桥采用桥型为主跨470米的双塔双索面组合混合梁斜拉桥，桥跨布置为45+60+75+470+75+60+45米。主塔采用倒Y型索塔，主塔最高达202.32米。全线采用四车道一级公路标准，设计速度60公里/小时，路基和桥梁宽度23米，桥涵设计汽车荷载为公路-Ⅰ级。设计单位为湖北省交通规划设计院。
大桥的桥身颜色最初设计为白色，因秭归县是“脐橙之乡”而改为采用橙色，与脐橙颜色相一致。秭归县是中国古代历史人物王昭君和屈原的故乡，大桥的设计融合了地方文化特色及历史元素：香溪河大桥的两个塔柱设计为A型，类似昭君出塞所抱的琵琶形状。

## 历程
- 2009年，秭归县编制“三峡后续工作规划”，将大桥项目纳入其中，并编制工程可行性研究报告。[4]
- 2010年4月12日，大桥工程可行性研究报告通过湖北省交通运输厅审查。[7]
- 2011年10月19日，大桥可行性研究报告通过国家发改委专家组评审。[8]
- 2012年10月18日，国家发改委正式批准立项。[9]
- 2013年6月17日，大桥工程可行性研究报告获得国家发改委审议通过。[4]
- 2014年3月28日，大桥初步设计获得交通运输部正式批复。[2]
- 2014年4月15日，湖北省交通运输厅在武汉市主持召开大桥技术设计咨询会。[10]
- 2015年8月28日，香溪长江公路大桥正式动工，成为湖北省公路领域的第一个PPP（政府与社会资本合作）项目。[11]
- 2019年9月27日，香溪河大桥与秭归长江大桥等同时建成通车。[12]